# Legislatura 2010–2014 (Republica Moldova)
Parlamentul Republicii Moldova de legislatura a VIII-a a activat în perioada noiembrie 2010-noiembrie 2014.

## Fracțiuni parlamentare
Partidul Comuniștilor din Republica Moldova (42 de mandate)
Partidul Liberal Democrat din Moldova (32 de mandate)
Partidul Democrat din Moldova (15 mandate)
Partidul Liberal (12 mandate)

## Lista deputaților

### Lista inițială
Aceasta este lista deputaților aleși la 28 noiembrie 2010 în Parlamentul Republicii Moldova.
| Nr. | Nume                 | Domiciliu                              | Anul nașterii | Apartenența politică | Profesie / ocupație |
| --- | -------------------- | -------------------------------------- | ------------- | -------------------- | --- |
| 1   | Vladimir Voronin     | mun. Chișinău                          | 1941          | PCRM                 | inginer-economist, politolog, jurist, deputat în Parlamentul Republicii Moldova, Președintele PCRM |
| 2   | Zinaida Greceanîi    | mun. Chișinău                          | 1956          | -                    | economist, specialist în finanțe, deputat în Parlamentul Republicii Moldova |
| 3   | Iurie Muntean        | mun. Chișinău                          | 1972          | PCRM                 | economist, jurist, magistru în administrarea afacerilor, deputat în Parlamentul Republicii Moldova, secretar executiv al CC al PCRM                                                                                             |
| 4   | Maria Postoico       | mun. Chișinău                          | 1950          | PCRM                 | jurist, deputat în Parlamentul Republicii Moldova, președinte, Fracțiunea PCRM în Parlamentul Republicii Moldova |
| 5   | Marc Tkaciuk         | mun. Chișinău                          | 1966          | PCRM                 | istoric, doctor în istorie, deputat în Parlamentul Republicii Moldova |
| 6   | Igor Dodon           | mun. Chișinău                          | 1975          | PCRM                 | economist-manager, doctor în științe economice, deputat în Parlamentul Republicii Moldova |
| 7   | Vadim Mișin          | mun. Chișinău                          | 1945          | PCRM                 | jurist, doctor în drept, deputat în Parlamentul Republicii Moldova |
| 8   | Vladimir Vitiuc      | mun. Bălți                             | 1972          | PCRM                 | economist, politolog, deputat în Parlamentul Republicii Moldova |
| 9   | Irina Vlah           | mun. Comrat, U.T.A. Găgăuzia           | 1974          | PCRM                 | jurist, doctor în drept, deputat în Parlamentul Republicii Moldova |
| 10  | Grigore Petrenco     | mun. Chișinău                          | 1980          | PCRM                 | economist, deputat în Parlamentul Republicii Moldova |
| 11  | Galina Balmoș        | or. Strășeni, raionul Strășeni         | 1961          | PCRM                 | filolog, jurist, deputat în Parlamentul Republicii Moldova |
| 12  | Anatolie Zagorodnîi  | or. Hîncești, raionul Hîncești         | 1973          | PCRM                 | jurist, magistru în drept, deputat în Parlamentul Republicii Moldova |
| 13  | Violeta Ivanov       | mun. Chișinău                          | 1967          | PCRM                 | inginer, diplomat, deputat în Parlamentul Republicii Moldova |
| 14  | Vasilii Șova         | mun. Chișinău                          | 1959          | PCRM                 | jurist, deputat în Parlamentul Republicii Moldova |
| 15  | Serghei Sîrbu        | mun. Chișinău                          | 1980          | PCRM                 | jurist, magistru în drept, economist-manager în administrație publică, șef al secției juridice, Aparatul CC al PCRM, președinte, Centrul pentru Investigații Juridice și Apărarea Drepturilor Omului                            |
| 16  | Oxana Domenti        | mun. Chișinău                          | 1972          | -                    | economist, jurist, doctor în științe economice, magistru în securitate socială europeană, deputat în Parlamentul Republicii Moldova                                                                                             |
| 17  | Zinaida Chistruga    | mun. Chișinău                          | 1954          | PCRM                 | pedagog, profesor de limbă și literatură moldovenească, deputat în Parlamentul Republicii Moldova |
| 18  | Miron Gagauz         | mun. Chișinău                          | 1954          | -                    | inginer, inginer, șef, serviciul transport, Î.S. “Calea Ferată din Moldova” |
| 19  | Vasilii Panciuc      | mun. Bălți                             | 1949          | -                    | inginer în telecomunicații, primar, mun. Bălți |
| 20  | Alla Mironic         | mun. Chișinău                          | 1941          | PCRM                 | pedagog, profesor de limbă și literatură rusă, doctor în științe pedagogice, psiholog, deputat în Parlamentul Republicii Moldova, președinte, Organizația Veteranilor din Republica Moldova                                     |
| 21  | Alexandr Bannicov    | mun. Chișinău                          | 1962          | PCRM                 | inginer, director, “Tina” S.R.L. |
| 22  | Mihail Poleanschi    | mun. Chișinău                          | 1980          | PCRM                 | antropolog, magistru în antropologie, Prim secretar, Comitetul raional al PCRM, sectorul Ciocana, mun. Chișinău |
| 23  | Sergiu Stati         | mun. Chișinău                          | 1961          | PCRM                 | istoric, doctor în istorie, Prim secretar, Comitetul raional al PCRM, sectorul Rîșcani, mun. Chișinău |
| 24  | Zurab Todua          | or. Șoldănești, raionul Șoldănești     | 1963          | -                    | istoric, politolog, director, “ZURAND-AUTO” S.R.L. |
| 25  | Anatolie Gorilă      | or. Cahul, raionul Cahul               | 1960          | PCRM                 | inginer, prim-secretar, Comitetul raional Cahul al PCRM |
| 26  | Elena Bodnarenco     | or. Soroca, raionul Soroca             | 1965          | PCRM                 | economist, specialist în administrație publică, deputat în Parlamentul Republicii Moldova |
| 27  | Constantin Starîș    | mun. Chișinău                          | 1971          | -                    | jurnalist, prezentator TV “NIT” |
| 28  | Veaceslav Bondari    | or. Anenii Noi, raionul Anenii Noi     | 1960          | PCRM                 | merceolog, manager în administrație publică, director, compania de asigurare “Moldcargo” S.R.L., filiala Anenii Noi |
| 29  | Veronica Abramciuc   | mun. Chișinău                          | 1958          | -                    | istoric, profesor de istorie și științe sociale, deputat în Parlamentul Republicii Moldova |
| 30  | Oleg Reidman         | mun. Chișinău                          | 1952          | PCRM                 | specialist în radiofizică și electronică, deputat în Parlamentul Republicii Moldova |
| 31  | Eduard Mușuc         | mun. Chișinău                          | 1975          | PCRM                 | economist, deputat în Parlamentul Republicii Moldova |
| 32  | Vladimir Eremciuc    | s. Lipnic, raionul Ocnița              | 1951          | PCRM                 | medic, deputat în Parlamentul Republicii Moldova |
| 33  | Oleg Garizan         | s. Copceac, U.T.A. Găgăuzia            | 1971          | PCRM                 | istoric, deputat în Parlamentul Republicii Moldova |
| 34  | Oleg Babenco         | mun. Chișinău                          | 1968          | PCRM                 | istoric, doctor în istorie, profesor, deputat în Parlamentul Republicii Moldova |
| 35  | Victor Mîndru        | mun. Chișinău                          | 1959          | PCRM                 | inginer-tehnolog, magistru în relații internaționale, deputat în Parlamentul Republicii Moldova |
| 36  | Serghei Filipov      | or. Taraclia, raionul Taraclia         | 1965          | PCRM                 | felcer, secretar, Comitetului raional Taraclia al PCRM |
| 37  | Artur Reșetnicov     | mun. Chișinău                          | 1975          | -                    | jurist, doctor în drept, consultant, Biroul notarului public “Reșetnicov Ala” |
| 38  | Inna Șupac           | or. Basarabeasca, raionul Basarabeasca | 1984          | PCRM                 | antropolog, magistru în antropologie, licențiată în relații internaționale, deputat în Parlamentul Republicii Moldova, Prim secretar, Comitetul Central al Uniunii Tineretului Comunist din Republica Moldova                   |
| 39  | Tatiana Botnariuc    | or. Dondușeni, raionul Dondușeni       | 1967          | PCRM                 | pedagog, psiholog, deputat în Parlamentul Republicii Moldova |
| 40  | Alexandr Petcov      | mun. Chișinău                          | 1972          | PCRM                 | istoric, politolog, director, Agenția OMEGA |
| 41  | Gheorghe Popa        | or. Cantemir, raionul Cantemir         | 1956          | PCRM                 | inginer-economist, Prim secretar la Comitetul raional Cantemir al PCRM |
| 42  | Gheorghe Anghel      | or. Ștefan Vodă, raionul Ștefan Vodă   | 1959          | PCRM                 | jurist, magistru în management public, primar, or. Ștefan Vodă |
| 43  | Vladimir Filat       | mun. Chișinău                          | 1969          | PLDM                 | licențiat în drept, Prim-ministru al Republicii Moldova |
| 44  | Alexandru Tănase     | mun. Chișinău                          | 1971          | PLDM                 | licențiat în drept, ministru, Ministerul Justiției |
| 45  | Mihai Godea          | mun. Chișinău                          | 1974          | PLDM                 | profesor, deputat în Parlamentul Republicii Moldova |
| 46  | Liliana Palihovici   | mun. Chișinău                          | 1971          | PLDM                 | profesor, deputat în Parlamentul Republicii Moldova |
| 47  | Iurie Leancă         | or. Ialoveni, raionul Ialoveni         | 1963          | PLDM                 | licențiat în relații internaționale, ambasador, ministru, Ministerul Afacerilor Externe și Integrării Europene |
| 48  | Grigore Belostecinic | mun. Chișinău                          | 1960          | PLDM                 | economist, specialist marketing, rector, Academia de Studii Economice din Moldova, mun. Chișinău |
| 49  | Vladimir Hotineanu   | mun. Chișinău                          | 1950          | PLDM                 | medic-chirurg, doctor habilitat, ministru, Ministerul Sănătății |
| 50  | Nicolae Juravschi    | mun. Chișinău                          | 1964          | PLDM                 | președinte, Comitetul Național Olimpic din Moldova |
| 51  | Iurie Țap            | or. Florești, raionul Florești         | 1955          | PLDM                 | pedagog, deputat în Parlamentul Republicii Moldova |
| 52  | Lilia Bolocan        | mun. Chișinău                          | 1972          | PLDM                 | doctor în psihologie, Agenția de Stat pentru Proprietatea Intelectuală (AGEPI), Institutul de Formare Continuă, mun. Chișinău                                                                                                   |
| 53  | Valeriu Ghilețchi    | mun. Chișinău                          | 1960          | -                    | inginer radio, licențiat în teologie, deputat în Parlamentul Republicii Moldova |
| 54  | Mihail Șleahtițchi   | mun. Bălți                             | 1956          | PLDM                 | doctor habilitat, profesor, deputat în Parlamentul Republicii Moldova |
| 55  | Angel Agache         | mun. Chișinău                          | 1976          | PLDM                 | licențiat în științe economice și drept, magistru în managment politic, deputat în Parlamentul Republicii Moldova |
| 56  | Ion Balan            | s. Lingura, raionul Cantemir           | 1962          | PLDM                 | agronom, deputat în Parlamentul Republicii Moldova |
| 57  | Tudor Deliu          | mun. Chișinău                          | 1955          | PLDM                 | magistru în administrație publică, magistru în drept, deputat în Parlamentul Republicii Moldova |
| 58  | Veaceslav Ioniță     | mun. Chișinău                          | 1973          | -                    | specialist în finanțe și administrație publică, economist, doctor în științe economice, conferențiar universitar, deputat în Parlamentul Republicii Moldova, președinte, Comisia parlamentară pentru economie, buget și finanțe |
| 59  | Valeriu Streleț      | mun. Chișinău                          | 1970          | PLDM                 | jurist, istoric, deputat în Parlamentul Republicii Moldova |
| 60  | Simion Furdui        | mun. Chișinău                          | 1963          | PLDM                 | specialist în teoria și practica administrației publice, deputat în Parlamentul Republicii Moldova |
| 61  | Chiril Lucinschi     | mun. Chișinău                          | 1970          | PLDM                 | diplomat, președinte, Fundația “Europa Liberă-Moldova” |
| 62  | Gheorghe Mocanu      | s. Molești, raionul Ialoveni           | 1982          | PLDM                 | economist, președinte, Organizația de Tineret a PLDM |
| 63  | Grigore Cobzac       | or. Hîncești, raionul Hîncești         | 1959          | PLDM                 | inginer-constructor, deputat în Parlamentul Republicii Moldova |
| 64  | Alexandru Cimbriciuc | or. Soroca, raionul Soroca             | 1968          | PLDM                 | jurist, deputat în Parlamentul Republicii Moldova |
| 65  | Ion Butmalai         | or. Cahul, raionul Cahul               | 1964          | PLDM                 | jurist, deputat în Parlamentul Republicii Moldova |
| 66  | Ghenadie Ciobanu     | mun. Chișinău                          | 1957          | PLDM                 | conferențiar, compozitor, pedagog, manager, specialist în relații internaționale, deputat în Parlamentul Republicii Moldova |
| 67  | Nicolae Olaru        | s. Sîrcova, raionul Rezina             | 1958          | PLDM                 | magistru în administrație publică, deputat în Parlamentul Republicii Moldova |
| 68  | Ivan Ionaș           | mun. Chișinău                          | 1956          | PLDM                 | inginer-constructor, deputat în Parlamentul Republicii Moldova |
| 69  | Nae-Simion Pleșca    | mun. Chișinău                          | 1955          | PLDM                 | filolog, director, Agenția de presă “MS-Publicitate”, mun. Chișinău |
| 70  | Anatolie Dimitriu    | mun. Chișinău                          | 1973          | PLDM                 | jurist, consultant independent |
| 71  | Maria Ciobanu        | or. Nisporeni, raionul Nisporeni       | 1953          | PLDM                 | profesoară de limba română, director general, Direcția generală învățămînt, tineret și sport, Consiliul raional Nisporeni |
| 72  | Petru Vlah           | mun. Comrat, U.T.A. Găgăuzia           | 1970          | PLDM                 | jurist, deputat în Adunarea Populară a U.T.A Găgăuzia |
| 73  | Andrei Vacarciuc     | or. Cimișlia, raionul Cimișlia         | 1952          | PLDM                 | agronom, președinte, Consiliul raional Cimișlia |
| 74  | Petru Știrbate       | or. Orhei, raionul Orhei               | 1960          | PLDM                 | medic, șef, Centrul Rezidențial Interraional Orhei |
| 75  | Marian Lupu          | mun. Chișinău                          | 1966          | PDM                  | economist, doctor în științe economice, deputat în Parlamentul Republicii Moldova, președinte PDM |
| 76  | Vladimir Plahotniuc  | mun. Chișinău                          | 1966          | PDM                  | inginer, magistru în administrarea afacerilor, licențiat în drept, președinte, Consiliul de Administrație, BC “Victoriabank” S.A., vicepreședinte, Consiliul ÎCS “Petrom Moldova” S.A.                                          |
| 77  | Valeriu Lazăr        | mun. Chișinău                          | 1968          | PDM                  | inginer-mecanic, viceprim-ministru, ministru, Ministerul Economiei, vicepreședinte PDM |
| 78  | Igor Corman          | mun. Chișinău                          | 1969          | PDM                  | istoric, diplomat, doctor în istorie, deputat în Parlamentul Republicii Moldova, președinte, Comisia parlamentară pentru politică externă și integrare europeană, vicepreședinte PDM                                            |
| 79  | Dumitru Diacov       | mun. Chișinău                          | 1952          | PDM                  | jurnalist, deputat în Parlamentul Republicii Moldova, Președinte de onoare PDM |
| 80  | Marcel Răducan       | mun. Chișinău                          | 1967          | PDM                  | inginer-mecanic, doctor în tehnică, conferențiar universitar, ministru, Ministerul Construcțiilor și Dezvoltării Regionale |
| 81  | Andrian Candu        | mun. Chișinău                          | 1975          | PDM                  | jurist, director general, “Prime Management” S.R.L., mun. Chișinău |
| 82  | Valentina Buliga     | mun. Chișinău                          | 1961          | PDM                  | farmacist, specialist în administrație publică, ministru, Ministerul Muncii și Protecției Sociale, vicepreședinte PDM |
| 83  | Pavel Filip          | mun. Chișinău                          | 1966          | PDM                  | inginer-mecanic, director general, “Tutun-CTC” S.A., mun. Chișinău |
| 84  | Vasile Botnari       | mun. Chișinău                          | 1975          | PDM                  | economist, director, “Chișinău Aeroport Service” S.R.L., mun. Chișinău |
| 85  | Alexandr Stoianoglo  | mun. Chișinău                          | 1967          | PDM                  | jurist, deputat, vicepreședinte, Parlamentului Republicii Moldova |
| 86  | Raisa Apolschii      | mun. Chișinău                          | 1964          | PDM                  | jurist, avocat, Baroul Asociat de Avocați “AVO-GRUP”, mun. Chișinău |
| 87  | Iurie Bolboceanu     | mun. Chișinău                          | 1959          | PDM                  | economist |
| 88  | Valeriu Guma         | mun. Chișinău                          | 1964          | PDM                  | economist, deputat în Parlamentul Republicii Moldova |
| 89  | Anatolie Ghilaș      | mun. Chișinău                          | 1957          | PDM                  | inginer-constructor, deputat în Parlamentul Republicii Moldova |
| 90  | Mihai Ghimpu         | mun. Chișinău                          | 1951          | PL                   | jurist, președinte, Parlamentul Republicii Moldova, Președinte interimar al Republicii Moldova, președinte PL |
| 91  | Anatolie Șalaru      | mun. Chișinău                          | 1962          | PL                   | medic, ministru, Ministerul Transporturilor și Infrastructurii Drumurilor |
| 92  | Corina Fusu          | mun. Chișinău                          | 1959          | PL                   | jurnalistă, deputat în Parlamentul Republica Moldova |
| 93  | Ion Hadârcă          | mun. Chișinău                          | 1949          | PL                   | filolog, scriitor, deputat în Parlamentul Republicii Moldova |
| 94  | Valeriu Munteanu     | s. Floreni, raionul Anenii Noi         | 1980          | PL                   | jurist, deputat în Parlamentul Republicii Moldova |
| 95  | Oleg Bodrug          | mun. Chișinău                          | 1965          | PL                   | fizician, editor, deputat în Parlamentul Republicii Moldova |
| 96  | Boris Vieru          | mun. Chișinău                          | 1957          | PL                   | filolog, deputat în Parlamentul Republicii Moldova |
| 97  | Vladimir Lupan       | mun. Chișinău                          | 1971          | PL                   | diplomat, fizician, consilier prezidențial |
| 98  | Victor Popa          | mun. Chișinău                          | 1949          | -                    | jurist, profesor universitar, Universitatea Liberă Internațională din Moldova, mun. Chișinău |
| 99  | Vadim Cojocaru       | mun. Chișinău                          | 1961          | PL                   | economist, doctor în științe economice, deputat în Parlamentul Republicii Moldova |
| 100 | Ana Guțu             | mun. Chișinău                          | 1962          | PL                   | filolog, doctor în filologie, deputat în Parlamentul Republicii Moldova |
| 101 | Gheorghe Brega       | mun. Chișinău                          | 1951          | PL                   | urolog-chirurg-oncolog, deputat în Parlamentul Republicii Moldova |

### Schimbări
- Vladimir Eremciuc (PCRM) → a decedat, înlocuit de Ghenadie Morcov[1]
- Vasili Panciuc (PCRM) → renunțare la mandat; înlocuit de Mihail Mocan[2]
- Elena Bodnarenco (PCRM) → renunțare la mandat; înlocuit de Igor Vremea[2]
- Serghei Filipov (PCRM) → renunțare la mandat; înlocuit de Ion Ceban[2]
- Valentina Buliga (PDM) → renunțare la mandat[3]
- Pavel Filip (PDM) → renunțare la mandat[3]
- Valeriu Lazăr (PDM) → renunțare la mandat[3]
- Marcel Răducan (PDM) → renunțare la mandat[3]
- Anatolie Ghilaș (PDM) → renunțare la mandat, înlocuit de Oleg Țulea[4]
- Anatolie Șalaru (PL) → renunțare la mandat, înlocuit de Vladimir Saharneanu[3][5]
- Grigore Belostecinic (PLDM) → renunțare la mandat[3]
- Lilia Bolocan (PLDM) → renunțare la mandat[3]
- Vladimir Filat (PLDM) → renunțare la mandat[3]
- Iurie Leancă (PLDM) → renunțare la mandat[3]
- Alexandru Tănase (PLDM) → renunțare la mandat[3]
- Mihail Șleahtițchi (PLDM) → renunțare la mandat[3]
- Victor Bodiu (PLDM) → renunțare la mandat[6]
- Grigore Cobzac (PLDM) → renunțare la mandat în favoarea funcției de președinte al raionului Hâncești;[7] înlocuit de Iurie Toma[8]

#### Deputați noi
- Ghenadie Morcov, a.n. 1965, domiciliat în or. Drochia, medic, șef secție, Centrul medicilor de familie Drochia „A. Manziuc”, candidat supleant pe lista PCRM;[1]
- Mihail Mocan, a.n. 1962, domiciliat în mun. Chișinău, jurist, politolog, președintele Uniunii Veteranilor Războiului din Afganistan, candidat supleant pe lista PCRM;[2]
- Igor Vremea, a. n. 1973, domiciliat în mun. Chișinău, jurist, doctor în drept, avocat, membru al Comisiei Electorale Centrale, candidat supleant pe lista PCRM;[2]
- Ion Ceban, a. n. 1980, domiciliat în mun. Chișinău, matematician, șeful cabinetului vicepreședintelui Parlamentului Republicii Moldova, candidat supleant pe lista PCRM.[2]
- Elena Frumosu, a.n. 1968, domiciliată în or. Criuleni, istoric, politolog, șef, Direcția cultură și turism, Consiliul raional Criuleni, candidat supleant pe lista PLDM;[1]
- Iurie Apostolachi, a.n. 1960, domiciliat în s. Varnița, raionul Anenii Noi, inginer, director, ÎS „Moldsilva” Tighina, or. Ștefan Vodă, candidat supleant pe lista PLDM;[1]
- Simion Grișciuc, a.n. 1977, domiciliat în s. Micăuți, raionul Strășeni, jurist, director, ÎS „Moldsilva” Strășeni, candidat supleant pe lista PLDM;[1]
- Maria Nasu, a.n. 1956, domiciliată în or. Șoldănești, pedagog, profesor, Liceul Teoretic „Alexei Mateevici”, or. Șoldănești, candidat supleant pe lista PLDM;[1]
- Iurie Chiorescu, a.n. 1979, domiciliat în mun. Chișinău, politolog, șef de catedră, Universitatea de Studii Politice și Economice Europene, mun. Chișinău, candidat supleant pe lista PLDM;[1]
- Stella Jantuan, a.n. 1966, domiciliată în mun. Chișinău, istoric, candidat supleant pe lista PDM;[1]
- Valentina Stratan, a.n. 1962, domiciliată în mun. Chișinău, medic imunolog, Institutul Oncologic din Republica Moldova, candidat supleant pe lista PDM;[1]
- Gheorghe Brașovschi, a.n. 1964, domiciliat în or. Sîngerei, agronom, magistru în administrația publică, primarul orașului Sîngerei, candidat supleant pe lista PDM;[1]
- Oleg Sîrbu, a.n. 1967, domiciliat în or. Edineț, agronom, director, SRL „Gloria Qvarc”, or. Edineț, candidat supleant pe lista PDM;[1]
- Vladimir Saharneanu, a.n. 1952, domiciliat în mun. Chișinău, jurnalist, președinte, Uniunea Jurnaliștilor din Moldova, candidat supleant pe lista Partidului Liberal.[1]
- Victor Bodiu, a.n. 1971, domiciliat în mun. Chișinău, economist, inginer, Secretar General al Guvernului, candidat supleant pe lista PLDM (a fost înlocuit de Lilian Zaporojan);[1]
- Lilian Zaporojan, a.n. 1977, domiciliat în or. Glodeni, jurist, șef-adjunct al Oficiului teritorial Bălți al Cancelariei de Stat, candidat supleant pe lista PLDM.[9]
- Oleg Țulea, a.n. 1980, domiciliat în mun.Chișinău, politolog, magistru în științe politice, viceministru al tineretului și sportului, candidat supleant pe lista PDM[4]
- Iurie Toma, a.n. 1971, domiciliat în or. Ungheni, pedagog, președintele raionului Ungheni, candidat supleant pe lista PLDM[8]